# نصیر (موشک)
موشک نصیر، موشک کروز ضد کشتیِ ساخت وزارت دفاع ایران است. این موشک با قابلیت پرتاب از روی پلتفرم‌های ساحلی و دریایی، به گفتهٔ وزیر دفاعِ (وقتِ) ایران، از جمله ویژگی‌های این موشک می‌توان اشاره کرد به: سرعت بالا در آماده‌سازی و انجام واکنش، ارتفاع پروازیِ پایینِ آن، بالا بودن دقت این موشک در ناوبری و اصابت به هدف، بالا بودن توان آن در تخریبِ اهداف، توانایی ضد جمینگ بالا به سبب دارا بودنِ رادار پیشرفته، و توانایی پرتاب از روی شناورهای تندرو را دارد.
به نقل از خبرگزاری تسنیم، به گزارش اداره کل تبلیغات دفاعی وزارت دفاع، (حسین دهقان) اعلام داشت: «موشک کروز سطح به سطح نصیر با قابلیت شلیک از ساحل و دریا علیه اهداف دریایی از جمله کشتی‌های جنگی و اسکله‌ها بکار گرفته می‌شود.»

## مشخصات
دارای حداقل و حداکثر برد ۱۰ و ۹۰ کیلومتر است و با قطر ۱۸۰ میلی متر و طول حدود ۴ متری، با وزن ۳۵۱ کیلوگرمی می‌تواند سرجنگی ۱۳۰ کیلوگرمی را با سرعت حداکثر 0.8 ماخ حمل کند.
موشک نصیر، در قسمت جلو و بالهای اصلی‌اش دارای مشابهت با موشک نصر می‌باشد لکن در قسمت آخرِ بدنهٔ آن، فرق‌های وجود دارد. قابل توجه‌ترین فرق موشک نصیر با خانواده نصر: بکارگیری از موتور جت بجای پیشران سوخت جامد قبلی می‌باشد؛ که در نهایت، به منظور حرکت اولیه موشک یک بوستر سوخت جامد به آخرش افزوده گردیده که بالک‌های پایدارساز مخصوص خودش را هم دارد.

## رونمایی
موشک کروز دریایی نصیر، در تاریخ ۲۶ فروردین ۱۳۹۶ در زمان بازدید رئیس‌جمهور ایران از نمایشگاه دستاوردهای وزارت دفاعِ کشور، به صورت رسمی مورد رونمایی قرار گرفت؛ و در تاریخ ۰۲ اردیبهشت ۱۳۹۶ تحویل انبوه آن به سپاه پاسداران انقلاب اسلامی انجام شد.